# Миллергоф
Резиденция на Истринском водохранилище — усадьба, построенная в 2000-х годах в Московской области в деревне Бережки на берегу Истринского водохранилища. Некоторые СМИ дали ей название «Миллерго́ф» по аналогии со словом Петергоф, по имени главы «Газпрома» Алексея Миллера, которого они считали владельцем усадьбы. Фото со строительства особняка, сделанное с частного самолёта в июне 2009 года и опубликованное в интернете, вызвало широкое обсуждение в СМИ и блогах.

## Структура комплекса

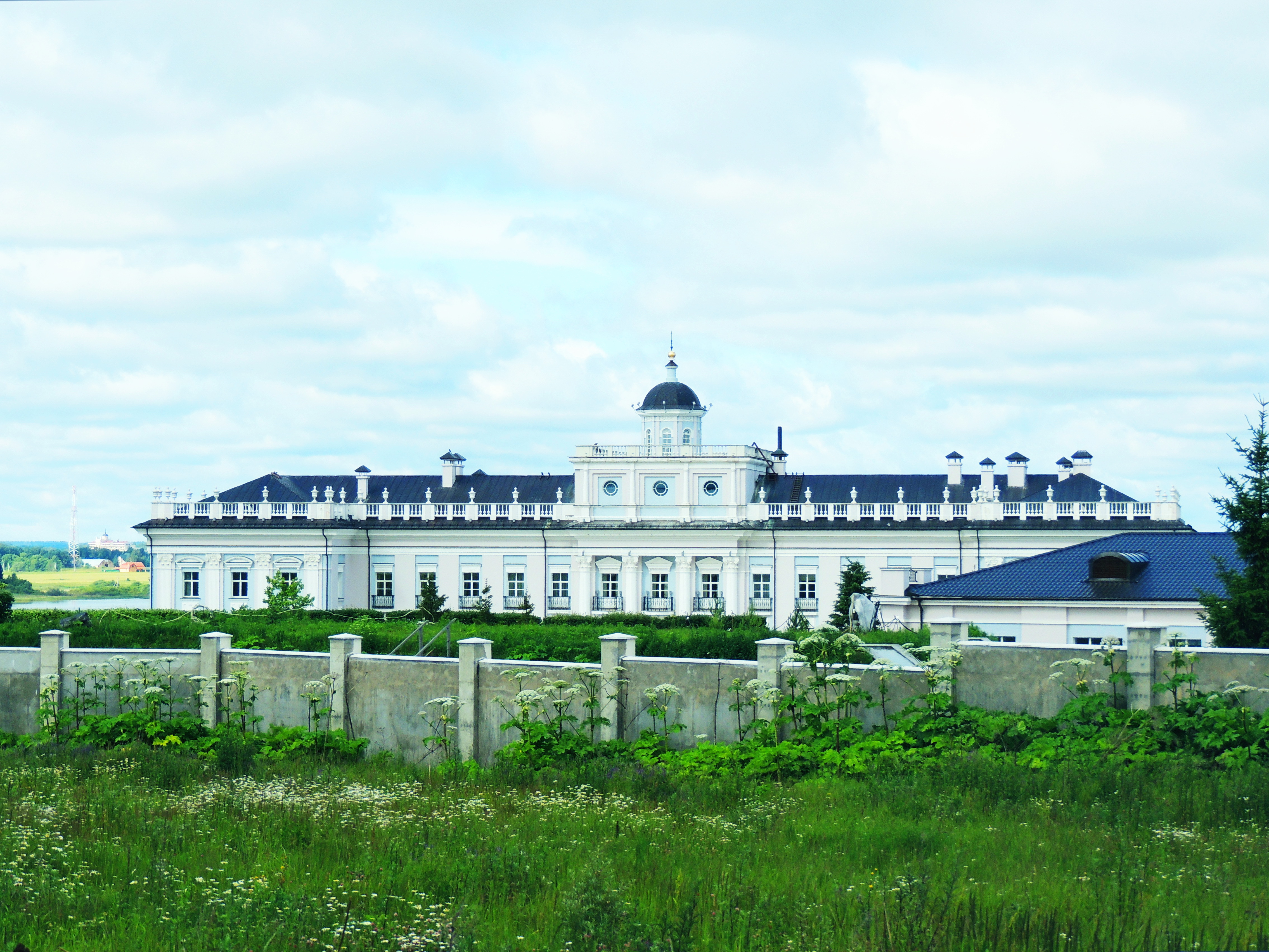
Вид на главное здание усадьбы с дороги

Строительство происходило на территории более 30 га. Всё место представляет собой гигантский комплекс, в архитектурном и ландшафтном плане схожим с Большим Петергофским дворцом и примыкающим каналом с каскадами фонтанов. Помимо этого, на территории есть здание, похожее на петербургское Адмиралтейство. На соседнем участке строился коттеджный посёлок «Истринская усадьба».
Некоторые эксперты оценивают стоимость земли под усадьбу почти в $16 млн, а стоимость застройки в $27 млн ($3 тыс. за квадратный метр).

## Владелец усадьбы
СМИ выдвинули несколько версий, кто может являться владельцем усадьбы. По одной из них, возникшей на основе рассказов местных жителей, усадьба принадлежит «Газпрому», более конкретно, Алексею Миллеру, По другой версии, объект строился для миллиардера Зияда Манасира, совладельца ООО «Стройгазконсалтинг», выступавшего заказчиком данного строительства. Однако представители «Газпрома» заявили, что их компания не имеет к строительству никакого отношения, а представители «Стройгазконсалтинга» сообщили, что строят усадьбу «для себя».

## Отзывы
- Юлия Латынина. Дороги и резиденции («Ежедневный Журнал»):

Мы все имеем возможность полюбоваться (в интернете) на Миллергоф — резиденцию, судя по всему, главы Газпрома, которая представляет собой копию Константиновского дворца в натуральную величину. Нетрудно заметить, что ни один бизнесмен из общества потребления — ни Билл Гейтс, ни Уоррен Баффет — не выстроил резиденции в виде копии императорского дворца. Просто по той причине, что императорский дворец — это административное здание, характеризующее определённую эпоху и определённый стиль государства, и в обществе потребления его содержание обойдётся в миллионы долларов в месяц. Частный человек может жить в таком дворце только в двух случаях: либо если его содержание оплачивает компания, либо если на него трудятся бесплатно рабы.